# Трайче Кочков
Трайче Кочков е български революционер, дебърски селски войвода на Вътрешната македоно-одринска революционна организация.

## Биография
Кочков е роден в Селци, в Османската империя, днес Северна Македония. Работи като фурнаджия в Дебър. През Илинденско-Преображенското въстание е войвода на чета и взема участие в сраженията от 21 юли в местността Църни камен, Дебърско. Кочков заминава за Княжество България след въстанието.
Умира от холера по време на Балканската война.